# Oulad Fennane
Oulad Fennane (franska: Oulad Fennane (CR), Oulad Fennane (Commune Rurale), arabiska: لبخاتة) är en kommun i Marocko.   Den ligger i provinsen Khouribga och regionen Béni Mellal-Khénifra, i den norra delen av landet, 110 km söder om huvudstaden Rabat. Antalet invånare är 8 465.